# براميسيوم
يعتبر البراميسيوم أو المُتَناعِلَة وهو من مملكة الطلائعيات، شعبة الهدبيات، كائن هدبي مجهري دقيق يعيش في البرك ومجاري المياه العذبة كالأنهار والبحيرات وهو يبدو للعين المجردة كذرات بيضاء نشيطة الحركة يتراوح طول الحيوان ما بين 170 – 290 ميكرون وشكله يشبه إلى حد كبير نعل الحذاء كذلك يعرف (بالإنجليزية: slipper shape animalcule)‏ فالمتناعلة حيوان مستطيل إلى مغزلي الشكل طرفه الأمامي مستدير، أما طرفه الخلفي فأكثر تدبباً. كما يوجد على السطح الباطني للحيوان انخفاض مهدب هو المَلاَمِظ أو جوف الفم (بالإنجليزية: peristome)‏، يمتد من قرب الطرف الأمامي إلى الطرف الخلفي على الجانب الأيمن إلى ما بعد منتصف الحيوان حيث فتحة الفم الخلوي cytosome الذي يؤدي بدوره إلى البلعوم الخلوي cytopharynx وقد ينتهي البلعوم الخلوي بفجوة غذائية. جسم الحيوان محاط بغشاء أو جلد سميك هو القشيرة pellicle ليعطي الحيوان شكله المحدد. يحيط بالجلد أهداب منتظمة الطول مرصوصة في صفوف طولية تساعد في تموجاتها على دفع الغذاء إلى البلعوم. وتكون الأهداب على الطرف الخلفي أطول من باقي الأهداب كما يوجد في قاعدة كل هدب حبيبة قاعدية. تتميز الكتلة البروتوبلازمية للحيوان إلى اكتوبلازم خارجي شفاف ورقيق ectoplasm واندوبلازم داخلي محبب granular endoplasm. ويوجد بالاكتوبلازم عدد كبير من التركيبات المغزلية تعرف بالأكياس الخيطية trichocysts، تنطلق منها خيوط طويلة عند هياج لحيوان.
وللحيوان فراغان متقبضان أحدهما إلى الأمام والآخر إلى الخلف، وتصب في كل فراغ عدد من القنوات أو (الفجوات) الشعاعية الصغيرة. كما أن له نواتان، نواه كبيرة على شكل الكلية تختص بالوظائف الخضرية ونواه صغيرة مستديرة تختص بالوظائف التكاثرية.

## الحركة
تتحرك البراميسيوم حركة سريعة بفعل الأهداب والتي يبلغ متوسط عددها 2500 هدب. وتكون الحركة بأن تضرب الأهداب الماء وهي مرتخية إلى الأمام، ثم تضرب الماء أيضاً بشده وهي راجعة إلى الخلف فيدفع الحيوان إلى الأمام، كما أن الأهداب تضرب الماء بطريقة مائلة وهذا يسبب دوران الحيوان حول نفسه في الوقت الذي يندفع فيه إلى الأمام. حركة الأهداب هذه حركة مميزة كالموجات وتعرف بالنظام التكراري metachronal rhythm. وينسق حركتهُ بواسطة جهاز يعرف بالحبل العصبي الحركي neuroneme system. تتكون من نواة واهداب

## التغذية والهضم
يتشابه كل من البرامسيوم وقورتيسيلا في طريقة التغذية والهضم إلى حد كبير. فكلاهما يتغذى على البكتريا والأوليات الصغيرة والخمائر. تحصل التغذية بأن تدفع الأهداب التي في الميزاب الفمي بتيار الماء المحمل بالغذاء باتجاه الفم الخلوي cytostome ويعمل الغشاء المتموج undulated membrane على إدخالها في البلعوم الخلوي cytopharynx، تتجمع المواد الغذائية مع قليل من الماء مكونة فجوة غذائية عند نهاية البلعوم الخلوي. وعندما تصل هذه الفجوة food vacuole إلى حجم معين تنفصل عن نهاية البلعوم الخلوي. تبدأ الفجوة الغذائية في الدوران في الاندوبلازم حيث تهضم الطعام، فتتحرك للخلف ثم للأمام ثم مرة أخرى حتى تصل إلى الناحية المقابلة للفم وتقترب من فتحة الشرج المؤقتة cytoproct. فالمواد المهضومة تمتص وتمثل، أما الفضلات الصلبة فتخرج بانفجار الفراغ الغذائي عن طريق فتحة الشرج المؤقتة.

## التنفس والإخراج
يتنفس براميسيوم عن طريق الانتشار (diffusion). أما الإخراج فيحصل عن طريق الفجوات المتقبضة contractile) (vacuoles التي تختص أساساً بتنظيم المحتوى المائي للجسم. ويكون الإخراج بأن يتجمع الماء الزائد عن حاجة جسم الحيوان داخل قنوات شعاعية يتراوح عددها بين 6-8 قنوات، بعد امتلاء هذه القنوات تدفع الماء إلى الفجوة الوسطية الكبيرة والمستديرة الشكل. وعندما تصل هذه الفجوة إلى حجم معين فإنها تقترب من السطح، فتطرد محتوياتها من ماء ويوريا إلى الخارج عن طريق ثقب مؤقت في طبقة الجليد. بالنسبة للبراميسيوم فإن هذه العملية تتكرر لكل من الفجوة الأمامية والخلفية على التوالي. أما المواد الصلبة غير المهضومة فإنها تخرج عن طريق الفجوة الغذائية التي تقترب بعد دورانها إلى سطح الحيوان وتنفجر طاردة بذلك تلك المواد للخارج.

## التكاثر
يتكاثر البراميسيوم بإحدى الطرق التالية:

### الانقسام الثنائي العرضي
في الظروف العادية ويبدأ الانقسام بانقسام النواة الصغيرة إلى نواتين متساويتين تنفصلان وتستقر كل منهما قرب أحد طرفي الجسم. ثم تستطيل النواة الكبيرة وتنقسم عرضياً إلى نواتين.ويتضاعف السايتوبلازم.
ويكوَن البلعوم نتوءا يكبر ويكوَن بلعوماً ثانياً، ينفصل ويبتعد عن البلعوم الأصلي ويكوَن الغشاء المتموج الخاص به. ثم تتكون فجوتان متقلصتان جديدتان. وفي أثناء هذه العمليات يحدث حز واختناق وسطي، يزداد تدريجياً حتى ينقسم الحيوان إلى نصفين كاملين. وينمو كل حيوان جديد ويبلغ نهايته في 24 ساعة ويتكاثر مرة أخرى.

### الاقتران الذاتي
يحدث هذا الانقسام في بعض أنواع البراميسيوميات التي لها نواة كبيرة ونواتان صغيرتان. ويتم الاختلاط الذاتي بأن تختفي النواة الكبيرة، ثم تنقسم النواتان الصغيرتان مرتين متتاليتين مكونة 8 أنويه، تتلاشى 6 منها وتبقى نواتان، ثم ينقسم الحيوان بالانشطار الثنائي العرضي وبذا يكون في كل حيوان نواة واحدة صغيرة، تنقسم النواة الصغيرة مرتين متتاليتين، فتنتج 4 أنويه، يكبر منها 2 في الحجم وتبقى النواتان الأخرى ان صغيرتين، ثم تنقسم كل نواة صغيرة إلى نواتين ثم ينقسم الحيوان بالانشطار الثنائي العرضي مرة أخرى مكوناً فردين كنواة كبيرة ونواتان صغيرتان وبذا تتكوَن 4 أفراد جديدة.